# سجديانوس
سجديانوس، (بالإنجليزية: Sogdianus)‏، (بالفارسية: سغدیانوس)، هو ملك فارس (424 - 423 ق.م). وهو ابن خشايارشا الأول من جاريته ألوكونه. قتل سلفه وشقيقه خشايارشا الثاني.

## خلفية
كان آخر نقش يذكر أردشير الأول حياً يعود إلى 24 ديسمبر 424 ق.م. وقد أسفر موته عن اعلان أبنائه الثلاثة كل منهم ملكاً. الأول كان أحشويروش الثاني، الذي يُزعم أنه كان ابنه الشرعي الوحيد من الملكة دمسپيا، وكان ولياً للعهد. إلا أنه لم يُعترف به إلا في فارس. الابن الثاني كان سغديانوس، من الجارية ألوگونه، ربما ما معترَفاً به فقط في عيلام. الابن الثالث كان اوخوس، ابن أردشير الأول من جاريته كوسمارتيدنه من بابل، وكان يشغل منصب ساتراب هيركانيا. وقد تزوج اوخوس من أخته غير الشقيقة باريساتيس، ابنة أردشير الأول من جاريته أنديا البابلية. أول نقش يذكر أوخوس باسم داريوس الثاني يعود إلى 10 يناير 423 ق.م. ويبدو أنه كان مُعترفاً به في ميديا، بلاد بابل ومصر.

## حكمه
حكم 6 شهور و22 يوم، قتله خليفته داريوس الثاني، وأصبح حاكماً للامبراطورية الفارسية حتى 404 ق.م. كتب عنه قطسياس من كنيده الطبيب اليوناني لأبيه أردشير الثاني، والذي كان مؤرخاً لبلاد فارس والهند. المؤرخ المصري مانيتون ذكر أن فترة حكمه استمرت سبعة أشهر.

## وصلات خارجية
- A more detailed profile of Sogdianus

| سجديانوس الأسرة الأخمينيةولد: ?? توفي: 423 ق.م. |